# Tour de Suisse 2007
Die 71. Tour de Suisse fand vom 16. bis zum 24. Juni 2007 statt. Das Etappenrennen bestand aus insgesamt neun Etappen, darunter zwei Einzelzeitfahren, wovon eines am Beginn der Rundfahrt als Prolog ausgetragen wurde und ein längeres am Schlusstag stattfand. Die Strecke mit einer vorgesehenen Gesamtlänge von 1.255,6 Kilometern wies insgesamt vier Bergankünfte auf. Durch die Verkürzung der sechsten Etappe aufgrund der Nichtüberquerung des Nufenenpasses verringerte sich die Gesamtdistanz der Rundfahrt auf 1.160,1 Kilometer. Die Zahl der Bergankünfte änderte sich durch Beibehaltung des Zielortes Crans-Montana auf der sechsten Etappe jedoch nicht.
Die Rundfahrt startete in Olten und endete in Bern.

## Teilnehmende Mannschaften
An der Rundfahrt nahmen die 20 ProTour-Teams sowie das österreichische Professional Continental Team Team Volksbank teil.
| - ag2r Prévoyance - Team Astana - Bouygues Télécom - Caisse d’Epargne - Cofidis - Crédit Agricole - Team CSC | - Discovery Channel - Euskaltel-Euskadi - Française des Jeux - Team Gerolsteiner - Lampre-Fondital - Liquigas - Team Milram | - Predictor-Lotto - Quick Step-Innergetic - Rabobank - Saunier Duval-Prodir - Team T-Mobile - Unibet.com - Team Volksbank |

## Verlauf

Etappenverlauf der Rundfahrt

### 1. Etappe (Prolog)
Den 3,8 Kilometer langen Prolog auf dem Stadtkurs in Olten gewann der einheimische Zeitfahrweltmeister Fabian Cancellara deutlich mit acht Sekunden Vorsprung auf Daniele Bennati und einer weiteren auf José Iván Gutiérrez. Cancellara benötigte für den Kurs 4:20 Minuten und blieb, ebenso wie Bennati und Gutiérrez, unter der Marke von 4:30 Minuten.
Lange Zeit hatte der Schweizer Beat Zberg vom Team Gerolsteiner mit 4:33 Minuten die Bestzeit gehalten. Danach übernahm Stuart O’Grady mit einer Zeit von 4:30 Minuten die Führung, ehe er von Bennati abgelöst wurde. Als bester Deutscher belegte Stefan Schumacher den neunten Rang, Tour-de France-Favorit Andreas Klöden kam auf Rang 13.
In der Gesamtwertung und Punktewertung belegte Fabian Cancellara nach seinem Sieg den ersten Rang. Das Team CSC führte in der Mannschaftswertung.

### 2. Etappe
Der zweite Tagesabschnitt wurde lange Zeit von Pascal Hungerbühler geprägt, der sich als Solist vom Feld abgesetzt hatte und einen maximalen Vorsprung von etwa fünf Minuten auf das Feld herausfuhr. Durch den anspruchsvollen Schussverlauf mit zwei Bergwertungen endete der Fluchtversuch 20 Kilometer vor dem Ziel in Luzern.
Dort kam es zum Massensprint des Feldes, der von einem Sturz etwa 500 Meter vor dem Ziel überschattet wurde. In einem hauchdünnen Finish siegte Erik Zabel vor Daniele Bennati und Fabian Cancellara, der die Führung in der Gesamtwertung verteidigte.

### 3. Etappe
Auf dem mit 228,7 Kilometern längsten Teilstück der Rundfahrt setzte sich nach 18 Kilometern ein Ausreissertrio um Daniel Navarro, Luis Pasamontes und Alessandro Proni vom Feld ab. Die drei Fahrer fuhren zeitweise einen maximalen Vorsprung von über elf Minuten auf das Hauptfeld heraus. Nachdem sie geschlossen über die erste Bergwertung des Tages, den Flüelapass, gefahren waren, schrumpfte der Vorsprung durch die Tempoarbeit des Team CSC und von Lampre-Fondital in der Folge rapide zusammen. In der letzten Steigung des Tages entschied sich Proni für einen Angriff. Seine beiden Mitstreiter konnten ihm nicht folgen und wurden alsbald von der Gruppe der Favoriten eingeholt. Proni rettete am Ende sieben Sekunden auf die Verfolgergruppe ins Ziel und gewann sein erstes ProTour-Rennen vor Xavier Florencio und Kim Kirchen.
Fabian Cancellara verteidigte das Führungstrikot mit zwei Sekunden Vorsprung auf Etappensieger Proni.

### 4. Etappe
Die vierte Etappe mit einer Bergankunft in Malbun in der Liechtensteiner Gemeinde Triesenberg wurde, wie am Vortag, zunächst von Ausreissern bestimmt. Kevin De Weert und Arkaitz Durán hatten sich vom Feld gelöst und zwischenzeitlich mehr als zehn Minuten Vorsprung auf das Hauptfeld herausgefahren. Die Flucht endete jedoch 20 Kilometer vor dem Ziel, was vor allem auf die Tempoarbeit des Teams T-Mobile zurückzuführen war.
Im Schlussanstieg nach Malbun verlor der Gesamtführende Fabian Cancellara zehn Kilometer vor der Etappenankunft den Anschluss an die Favoritengruppe, aus der sich sieben Kilometer vor der Ziellinie sein Mannschaftskollege Fränk Schleck abgesetzt hatte. Er sicherte sich im Alleingang den Tagessieg mit 32 Sekunden Vorsprung auf Wladimir Jefimkin.
Schleck übernahm durch den Tageserfolg das Goldene Trikot des Gesamtführenden.

### 5. Etappe
Das fünfte Teilstück nach Giubiasco bestimmte über lange Zeit der Niederländer Laurens ten Dam. Er hatte sich auf seiner fast vierstündigen Flucht zwischenzeitlich einen maximalen Vorsprung von zehn Minuten herausgefahren, doch durch die Tempoverschärfung der Sprinterteams endete sein Fluchtversuch zehn Kilometer vor dem Ziel. Aus dem Massensprint des Feldes heraus gewann Robbie McEwen die Etappe vor Daniele Bennati und Erik Zabel.
Fränk Schleck behielt die Führung in der Gesamtwertung.

### 6. Etappe
Die sechste Etappe wurde am Morgen kurz nach dem Start in Giubiasco wegen heftiger Regen- und Hagelschauer zunächst abgebrochen. Nach einer Unterbrechung verständigte sich die Tour-Leitung mit den Teams auf den Verzicht der Überquerung des „Dachs der Tour“, den Nufenenpass. Die Etappe wurde am Nachmittag offiziell in Ulrichen gestartet. Die Etappenlänge betrug 95 Kilometer, wobei das Etappenziel in Crans-Montana bestehen blieb.
Nach dem Neustart setzten sich Víctor Hugo Peña und René Weissinger vom Hauptfeld ab. Die beiden Ausreisser konnten ihren Vorsprung nur auf knapp 3 Minuten ausbauen. Im Feld wurde das Tempo vom Team CSC kontrolliert, so dass am Schlussanstieg nach Crans-Montana die Entscheidung über den Tagessieg fallen sollte. 13 Kilometer vor dem Ziel waren Peña und Weissinger wieder eingeholt. Am Anstieg konnten sich David López und Gerrit Glomser von der etwa 20 Fahrer umfassenden Gruppe um den Gesamtführenden Fränk Schleck absetzen. Nach und nach zerfiel die Verfolgergruppe – einige Fahrer, darunter auch Thomas Dekker, Gilberto Simoni und Damiano Cunego konnten wieder zur Spitze aufschliessen, während Schleck zurückfiel. An der Bergwertung einen Kilometer vor dem Ziel nutzte Thomas Dekker schliesslich einen Moment der Unachtsamkeit der anderen Fahrer, setzte sich ab und konnte den Etappensieg verbuchen.
In der Gesamtwertung konnte Wladimir Jefimkin das goldene Trikot von Fränk Schleck übernehmen, da dieser am Schlussanstieg über eine Minute auf Jefimkin verlor.

### 7. Etappe
Die „Königsetappe“ der Tour de Suisse 2007 mit zwei Bergwertungen der höchsten Kategorie sowie der Bergankunft auf dem Grimselpass wurde von vielen Ausreissversuchen geprägt. Das Feld teilte sich schnell zu Beginn des ersten Anstieges in mehrere Gruppen auf. Eine neunköpfige Spitzengruppe mit Andreas Klöden, Wladimir Gussew und Marzio Bruseghin konnte bis zur zweiten Bergwertung einen Vorsprung von etwa vier Minuten auf das Feld mit dem Gesamtführenden Wladimir Jefimkin herausfahren.
Auf der Abfahrt gelang es Martin Elmiger sich von der Spitzengruppe zu lösen, Wladimir Gussew und Beat Zberg folgten ihm. Die Gruppe konnte ihren Vorsprung schnell auf über eine Minute zu den Verfolgern um Klöden ausbauen. Schliesslich lancierte Gussew eine Attacke, der seine beiden Mitstreiter nicht mehr folgen konnten. Der Rückstand der Verfolgergruppe auf Gussew erhöhte sich schnell auf zwei Minuten. Lediglich der Amerikaner Chris Horner startete noch den Versuch Gussew einzuholen. Dies gelang ihm jedoch nicht mehr und somit konnte sich Gussew den Tagessieg sichern. Horner erreichte das Ziel mit 2:02 Minuten Rückstand, die Gruppe um Andreas Klöden kam 35 Sekunden später an.
Wladimir Jefimkin konnte trotz seines Tagesrückstandes von 4:15 Minuten seine Führung in der Gesamtwertung verteidigen.

### 8. Etappe
Die hügelige Etappe begann mit zahlreichen Ausreissversuchen, die jedoch allesamt schnell wieder beendet waren. Erst nach 70 Kilometern konnte sich eine Gruppe von elf Fahrern absetzen, zu der auch Florian Stalder und Enrico Poitschke gehörten. Sie konnten einen maximalen Vorsprung von drei Minuten auf das Hauptfeld herausfahren. 28 Kilometer vor dem Etappenziel, dem Schwarzsee im Kanton Freiburg, gewann Stalder eine der beiden Sprintwertungen und sicherte sich endgültig das Trikot des besten Sprinters. Am Anstieg zur ersten Bergwertung des Tages setzten sich Carlos Sastre und Alessandro Ballan aus der Gruppe ab, während der Rest der Spitzengruppe vom jagenden Feld wieder eingeholt wurde. Nach der Bergwertung liess sich auch Ballan zurückfallen. Sastre gelang es bis zur letzten Sprintwertung neun Kilometer vor dem Ziel in Führung zu bleiben, dann wurde auch er wieder eingeholt.
Als bereits alle mit einer Sprintentscheidung rechneten, startete Rigoberto Urán auf dem letzten Kilometer einen Angriff. Da kein anderer Fahrer reagierte, konnte er sich den Tagessieg vor Cristian Moreni und Andreas Klöden sichern.
In den Einzelwertungen gab es keine Veränderungen.

### 9. Etappe
Das abschliessende Einzelzeitfahren stand, wie schon der Prolog, ganz im Zeichen des amtierenden Zeitfahrweltmeisters und Lokalmatadoren Fabian Cancellara, der sich souverän seinen zweiten Tagessieg sichern konnte. Einzig der Deutsche Andreas Klöden war bis zur ersten Zwischenzeitnahme in der Lage dem Schweizer Paroli zu bieten. Am Ende des Tages belegte er mit 20 Sekunden Rückstand den zweiten Platz und sicherte sich seinen dritten Podiumsplatz in Folge. Das deutschsprachige Siegertreppchen komplettierte Stefan Schumacher, der den dritten Platz mit 33 Sekunden Rückstand belegte.
Im Kampf um die Gesamtwertung distanzierte der vor der Etappe drittplatzierte Wladimir Karpez seine vor ihm liegenden Kontrahenten Kim Kirchen und Wladimir Jefimkin deutlich. Karpez sicherte sich am Ende den Rundfahrtssieg mit über einer Minute Vorsprung auf Kirchen. Den dritten Podiumsplatz belegte der Belgier Stijn Devolder. Jefimkin, der alleine über zwei Minuten auf seinen Landsmann Karpez verlor, musste sich am Ende mit dem sechsten Platz im Endklassement begnügen.

## Etappen
| Etappen            | Tag      | Start – Ziel                | km         | Etappensieger     | Gelbes Trikot     |
| ------------------ | -------- | --------------------------- | ---------- | ----------------- | ----------------- |
| 1. Etappe (Prolog) | 16. Juni | Olten                       | 3,8 (EZF)  | Fabian Cancellara | Fabian Cancellara |
| 2. Etappe          | 17. Juni | Olten – Luzern              | 158,6      | Erik Zabel        | Fabian Cancellara |
| 3. Etappe          | 18. Juni | Brunnen – Nauders (AUT)     | 228,7      | Alessandro Proni  | Fabian Cancellara |
| 4. Etappe          | 19. Juni | Nauders (AUT) – Malbun (FL) | 167,2      | Fränk Schleck     | Fränk Schleck     |
| 5. Etappe          | 20. Juni | Vaduz (FL) – Giubiasco      | 194,1      | Robbie McEwen     | Fränk Schleck     |
| 6. Etappe          | 21. Juni | Giubiasco – Crans-Montana   | 190,5*     | Thomas Dekker     | Wladimir Jefimkin |
| 7. Etappe          | 22. Juni | Ulrichen – Grimselpass      | 125,7      | Wladimir Gussew   | Wladimir Jefimkin |
| 8. Etappe          | 23. Juni | Innertkirchen – Schwarzsee  | 152,5      | Rigoberto Urán    | Wladimir Jefimkin |
| 9. Etappe          | 24. Juni | Bern                        | 34,2 (EZF) | Fabian Cancellara | Wladimir Karpez   |

* verkürzt auf 95 km wegen starker Regen- und Hagelschauer zu Beginn der Etappe rund um den Startort Giubiasco; neuer Startort war Ulrichen

## Trikots im Tourverlauf
Die Tabelle zeigt den Träger des jeweiligen Trikots während der einzelnen Etappe bzw. den Führenden der jeweiligen Gesamtwertung am Abend des Vortags an.
| Etappe     | Gesamtwertung     | Punktewertung     | Bergwertung      | Sprintwertung   | Teamwertung           |
| ---------- | ----------------- | ----------------- | ---------------- | --------------- | --------------------- |
| 02. Etappe | Fabian Cancellara | Fabian Cancellara | nicht vergeben   | nicht vergeben  | Team CSC              |
| 03. Etappe | Fabian Cancellara | Fabian Cancellara | Matteo Carrara   | Florian Stalder | Team CSC              |
| 04. Etappe | Fabian Cancellara | Fabian Cancellara | Alessandro Proni | Daniel Navarro  | Quick Step-Innergetic |
| 05. Etappe | Fränk Schleck     | Fabian Cancellara | Alessandro Proni | Florian Stalder | Caisse d’Epargne      |
| 06. Etappe | Fränk Schleck     | Daniele Bennati   | Alessandro Proni | Florian Stalder | Caisse d’Epargne      |
| 07. Etappe | Wladimir Jefimkin | Daniele Bennati   | Alessandro Proni | Florian Stalder | Caisse d’Epargne      |
| 08. Etappe | Wladimir Jefimkin | Daniele Bennati   | Wladimir Gussew  | Florian Stalder | Caisse d’Epargne      |
| 09. Etappe | Wladimir Jefimkin | Daniele Bennati   | Wladimir Gussew  | Florian Stalder | Caisse d’Epargne      |
| Sieger     | Wladimir Karpez   | Daniele Bennati   | Wladimir Gussew  | Florian Stalder | Caisse d’Epargne      |